# Huamantanga
El pueblo de Huamantanga de 338 viviendas (2007), es la capital del distrito de Huamantanga, provincia de Canta, Departamento de Lima, Perú.
Está ubicado a 3366 m s. n. m. Se puede llegar a él desde Lima por una trocha en el km 92 de la carretera asfaltada a Canta, pasando por Nuevo San José, se llega a Huamantanga. Siguiendo por la misma trocha LM-110, se pasa el pueblo de Quipan, Marco, Sumbilca, Huandaro, La Perla, Huayopampa y Añasmayo, empalmando con la carretera afirmada hacia Huaral a la altura del puente Añastamayo.
La localidad es reconocida por ser un lugar de peregrinación al Señor de Huamantanga, una imagen de Cristo crucificado venerada por fieles católicos.